# Eleição municipal de Santa Bárbara d'Oeste em 2016
A eleição municipal de Santa Bárbara d'Oeste em 2016 ocorreu no dia 2 de outubro e elegeu um prefeito, um vice-prefeito e dezenove vereadores em Santa Bárbara D'Oeste. Ao todo, foram contabilizados 95.374 votos válidos. Santa Bárbara D'Oeste possui uma quantidade de 139.319 eleitores. Denis Andia, candidato a prefeito pelo PV, foi reeleito com 54,64% dos votos, mais que o dobro em relação ao segundo colocado: Zé Maria, candidato pelo DEM. Rafael Piovezan, também do PV, foi o vice-prefeito eleito. Em 2012, Denis Andia foi eleito com 36.952 votos válidos, equivalente a 36,46% dos votos válidos. A corrida pela prefeitura se dividiu entre Denis e Zé Maria, com os outros candidatos correndo atrás. Houve inclusive intervenções judiciais entre os dois candidatos.
Das 19 cadeiras para vereador na Câmara Municipal da cidade, nove serão ocupadas por candidatos de primeira viagem. Dez vereadores acabaram sendo reeleitos, com Joi Fornasari, do SD, sendo o candidato com o maior número de votos: 3.172.

## Antecedentes
Na eleição municipal de Santa Bárbara D'oeste em 2012, Denis Andia, do PV, foi eleito com 36% dos votos válidos, vencendo a disputa já no primeiro turno contra cinco candidatos:  Zé Maria (PSDB), Mário Heins (PDT), Larguesa (PT), Luiz Romaninho (PTB) e Dedé Sartori (PMDB). Denis foi secretário de Desenvolvimento Econômico do município entre 2006 e 2008 e essa foi a primeira vez que concorreu à prefeitura de Santa Bárbara D'oeste.

## Eleitorado
Em 2016, Santa Bárbara d'Oeste possuía 139.319 eleitores, o que representava 73,27% da população da cidade que era de 190.139 barbarenses.

## Candidatos
Seis candidatos disputaram as eleições para a prefeitura de Santa Bárbara D'Oeste em 2016: Denis Andia do PV, Zé Maria do DEM, Mario Heins do SD, Anízio Tavares do PSTU, Joel Oliveira do PSDB e Tonhão do PT.
| N.º | Candidato(a)   | Vice            | Partido | Coligação |
| --- | -------------- | --------------- | ------- | --- |
| 13  | Tonhão         | Marlene Camargo | PT      | partido isolado                                                                                                 |
| 25  | Zé Maria       | Fabiano Pinguim | DEM     | "Santa Bárbara Precisa de Você" (DEM / PEN / PRP / PRB / PMB / PP / REDE / PSD / PMDB / PDT)                    |
| 28  | Anízio Tavares | Cândido Mota    | PRTB    | "Mudança Já Com Trabalho e Honestidade" (PRTB / PTC / PSL)                                                      |
| 43  | Denis Andia    | Rafael Piovezan | PV      | "Fazendo O Certo Santa Bárbara Cada Vez Melhor" (PV / PSB / PR / PC do B / PTB / PPS / PTN / PROS / PSDC / PSC) |
| 45  | Joel Oliveira  | Valéria Colombi | PSDB    | "Viva Santa Bárbara" (PSDB / PHS)                                                                               |
| 77  | Mario Heins    | Dr. Renatinho   | SD      | "De Volta Ao Progresso" (SD / PTdoB)                                                                            |

## Campanha
A maior polêmica durante a campanha foi protagonizada pelo candidato Zé Maria, do DEM. Uma ação cautelar deferida pelo juíz Thiago Garcia Navarro Senne Chicarino, da 186ª zona eleitoral de Santa Bárbara d'Oeste, em 4 de setembro de 2016, suspendeu a distribuição de folhetos referentes à sua coligação "Santa Bárbara Precisa de Vocês" pois o material foi considerado capaz de exercer influência sobre o eleitorado já que abordava inveracidades a respeito do candidato, e atual prefeito, Denis Andia, do PV. Em um dos folhetos entregues à população, havia alguns recortes de matérias jornalísticas que visavam o lado negativo da gestão de Denis. Porém, de acordo com o juíz, algumas matérias eram muito antigas e não poderiam retratar a situação do município na época. A defesa de Zé Maria alegou que o material veiculado não apresentava nenhum tipo de inverdade e que não houve a intenção de ofender pessoalmente o candidato Denis Andia.

### Pesquisa
Em pesquisa contratada pela RCN (Rede Campinas de Notícia Gráfica e Editora Ltda.) e realizada pela FLS - Pesquisa e Marketing no dia 15 de Setembro de 2017, Denis Andia apareceu com 33,5% das intenções de voto. Na segunda posição, os candidatos Zé Maria e Mario Heins tiveram um empate técnico. Zé apareceu com 15% contra os 10,2% de Mario Heins. Anízio Tavares, Tonhao e Joel Oliveira apareceram com 3,3%, 2,6% e 0,7% respectivamente. 
| Data de realização | Data de divulgação | Instituto                  | Número de registro no TSE | Contratante                                            | Entrevistados | Margem de erro | Candidato        | Candidato      | Candidato        | Candidato             | Candidato   | Candidato            | Não sabe/ Não respondeu | Brancos e nulos |
| Data de realização | Data de divulgação | Instituto                  | Número de registro no TSE | Contratante                                            | Entrevistados | Margem de erro | Denis Andia (PV) | Zé Maria (DEM) | Mario Heins (SD) | Anízio Tavares (PRTB) | Tonhao (PT) | Joel Oliveira (PSDB) | Não sabe/ Não respondeu | Brancos e nulos |
| ------------------ | ------------------ | -------------------------- | ------------------------- | ------------------------------------------------------ | ------------- | -------------- | ---------------- | -------------- | ---------------- | --------------------- | ----------- | -------------------- | ----------------------- | --------------- |
| 15/09/2017         | 17/09/2016         | FLS - Pesquisa e Marketing | SP-05575/2016             | RCN (Rede Campinas de Notícia Gráfica e Editora Ltda.) | 400           | ± 5%           | 33,5%            | 15%            | 10,2%            | 3,3%                  | 2,6%        | 0,7%                 | 25,7%                   | 9%              |

## Resultados

### Prefeito
No dia 2 de outubro de 2016, Denis Andia foi reeleito prefeito de Santa Bárbara d'Oeste com 54,65% dos votos válidos.
| Candidato(a)           | Vice                   | 1º Turno 2 de outubro de 2016 | 1º Turno 2 de outubro de 2016 |
| Candidato(a)           | Vice                   | Votação                       | Votação                       |
|                        |                        | Total                         | Porcentagem                   |
| ---------------------- | ---------------------- | ----------------------------- | ----------------------------- |
| Denis Andia (PV)       | Rafael Piovezan (PV)   | 52.322                        | 54,65%                        |
| Zé Maria (DEM)         | Fabiano Pinguim (DEM)  | 21.274                        | 22,22%                        |
| Mario Heins (DEM)      | Dr. Renatinho (PTdoB)  | 11.185                        | 11,68%                        |
| Anízio Tavares (PRTB)  | Nézio Pereira (PSL)    | 5.692                         | 5,95%                         |
| Joel Oliveira (PSDB)   | Valeria Colombi (PSDB) | 3.012                         | 3,15%                         |
| Tonhão (PT)            | Marlene Camargo (PT)   | 2.249                         | 2,35%                         |
| Total de votos válidos | Total de votos válidos | 95.734                        | 83,89%                        |
| Votos em branco        | Votos em branco        | 7.426                         | 6,51%                         |
| Votos nulos            | Votos nulos            | 10.963                        | 9,61%                         |
| Total                  | Total                  | 114.123                       | 100%                          |
| Abstenções             | Abstenções             | 25.193                        | 18,08%                        |
| Votos apurados         | Votos apurados         | 203.976                       | 100%                          |
| Total de eleitores     | Total de eleitores     | 139.319                       | 100%                          |

### Vereador
Ao todo, 359 pessoas se candidataram para o cargo de vereador na cidade de Santa Bárbara D'Oeste. Joi Fornasari, do Solidariedade, foi o vereador mais votado, contabilizando um total de 3.172 votos e 3,29% dos votos válidos, seguido de Carlão Motorista, do PDT, que obteve 2.553 e 2,65% dos votos válidos. Dentre os 19 eleitos, há apenas uma mulher eleita: Germina Dottori, do PV, com 931 votos. No dia 11 de novembro de 2017, faleceu o vereador Antonio Carlos de Souza, o Antônio da Loja, assumindo a cadeira o vereador Marcos Rosado (PR), que obteve 778 votos, equivalente a 0,81%.
| Nome                  | Partido | % Votos Válidos | Número de Votos |
| --------------------- | ------- | --------------- | --------------- |
| Joi Fornasari         | SD      | 3,29%           | 3.172           |
| Carlão Motorista      | PDT     | 2,65%           | 2.553           |
| Felipe Sanches        | PSC     | 2,07%           | 1.997           |
| Kadu Garçom           | PR      | 2,00%           | 1.930           |
| Celso Ávila           | PV      | 1,81%           | 1.746           |
| Dr. José              | PSDB    | 1,74%           | 1.678           |
| Jesus Vendedor        | DEM     | 1,58%           | 1.519           |
| Paulo Monaro          | SD      | 1,57%           | 1.513           |
| Celso Da Bicicletaria | PPS     | 1,56%           | 1.501           |
| Isac Motorista        | DEM     | 1,28%           | 1.230           |
| Gustavo Bagnoli       | DEM     | 1,20%           | 1.161           |
| Edivaldo Meira Batoré | SD      | 1,20%           | 1.154           |
| Alex Backer           | PRB     | 1,14%           | 1.104           |
| Carlos Fontes         | PSD     | 1,14%           | 1.095           |
| Peressim              | PEN     | 1,10%           | 1.065           |
| Joel Do Gás           | PV      | 1,07%           | 1.032           |
| Germina Dottori       | PV      | 0,97%           | 931             |
| Dr. Edmilson          | PPS     | 0,94%           | 907             |
| Antonio Da Loja       | PR      | 0,85%           | 818             |
| Marcos Rosado         | PR      | 0,81%           | 778             |

## Análises
Denis Andia obteve 52.322 votos, equivalente a 54,65% dos votos válidos. Foram números muito bons já que o segundo colocado, Zé Maria, obteve menos da metade em relação a Denis: 21.274 votos - 22,22% dos votos válidos. O vencedor é publicitário e ocupará pela segunda vez o cargo de prefeito da cidade. Entre suas propostas divulgadas durante a campanha, estavam a ampliação de convênios na área de educação para a construção de escolas e creches. "Tínhamos uma percepção muito positiva nas ruas e percebemos que seria possível que o resultado viesse a acontecer. Nós fizemos uma campanha limpa, falamos de trabalho e de propostas, da mesma forma que em 2012. Buscamos percorrer a cidade, ouvir as pessoas e fazer uma prestação de contas. Creio que o resultado se explica." - disse o candidato após confirmada sua vitória, de acordo com o portal Todo Dia.